# Хронологија радничког покрета, СКЈ и СФРЈ
Хронологија радничког покрета Југославије, Савеза комуниста Југославије и Социјалистичке Федеративне Републике Југославије даје преглед догађаја везаних за: 
- развој радничког покрета код јужнословенских народа, као и међународног радничког покрета, од половине  века до 1919. године;
- развој идеје југословенства код јужнословенских народа, од половине  века до 1918. године;
- Комунистичку партију Југославије (КПЈ), односно Савез комуниста Југославије (СКЈ), од 1919. до 1990. године;
- Народноослободилачку борбу народа Југославије од 1941. до 1945. године и
- Федеративну Народну Републику Југославију (ФНРЈ), односно Социјалистичку Федеративну Републику Југославију (СФРЈ), од 1945. до 1992. године.

Због обимности, чланак је подељен на следеће чланке: 
- Хронологија радничког покрета код јужнословенских народа (до 1919)
  - Хронологија радничког покрета Југославије до 1879.
  - Хронологија радничког покрета Југославије од 1880. до 1899.
  - Хронологија радничког покрета Југославије од 1900. до 1904.
  - Хронологија радничког покрета Југославије од 1905. до 1909.
  - Хронологија радничког покрета Југославије од 1910. до 1918.

- Хронологија радничког покрета и Комунистичке партије Југославије (1919—1941)
  - Хронологија радничког покрета и СРПЈ(к) 1919.
  - Хронологија радничког покрета и КПЈ 1920.
  - Хронологија радничког покрета и КПЈ 1921.
  - Хронологија радничког покрета и КПЈ 1922.
  - Хронологија радничког покрета и КПЈ 1923.
  - Хронологија радничког покрета и КПЈ 1924.
  - Хронологија радничког покрета и КПЈ 1925.
  - Хронологија радничког покрета и КПЈ 1926.
  - Хронологија радничког покрета и КПЈ 1927.
  - Хронологија радничког покрета и КПЈ 1928.
  - Хронологија радничког покрета и КПЈ 1929.
  - Хронологија радничког покрета и КПЈ 1930.
  - Хронологија радничког покрета и КПЈ 1931.
  - Хронологија радничког покрета и КПЈ 1932.
  - Хронологија радничког покрета и КПЈ 1933.
  - Хронологија радничког покрета и КПЈ 1934.
  - Хронологија радничког покрета и КПЈ 1935.
  - Хронологија радничког покрета и КПЈ 1936.
  - Хронологија радничког покрета и КПЈ 1937.
  - Хронологија радничког покрета и КПЈ 1938.
  - Хронологија радничког покрета и КПЈ 1939.
  - Хронологија радничког покрета и КПЈ 1940.
  - Хронологија радничког покрета и КПЈ 1941.

- Хронологија Народноослободилачке борбе (1941—1945)
  - Хронологија Народноослободилачке борбе 1941.
  - Хронологија Народноослободилачке борбе 1942.
  - Хронологија Народноослободилачке борбе 1943.
  - Хронологија Народноослободилачке борбе 1944.
  - Хронологија Народноослободилачке борбе 1945.

- Хронологија Социјалистичке Федеративне Републике Југославије и Савеза комуниста Југославије (1945—1992)
  - Хронологија ДФЈ и КПЈ 1945.
  - Хронологија ФНРЈ и КПЈ 1946.
  - Хронологија ФНРЈ и КПЈ 1947.
  - Хронологија ФНРЈ и КПЈ 1948.
  - Хронологија ФНРЈ и КПЈ 1949.
  - Хронологија ФНРЈ и КПЈ 1950.
  - Хронологија ФНРЈ и КПЈ 1951.
  - Хронологија ФНРЈ и СКЈ 1952.
  - Хронологија ФНРЈ и СКЈ 1953.
  - Хронологија ФНРЈ и СКЈ 1954.
  - Хронологија ФНРЈ и СКЈ 1955.
  - Хронологија ФНРЈ и СКЈ 1956.
  - Хронологија ФНРЈ и СКЈ 1957.
  - Хронологија ФНРЈ и СКЈ 1958.
  - Хронологија ФНРЈ и СКЈ 1959.
  - Хронологија ФНРЈ и СКЈ 1960.
  - Хронологија ФНРЈ и СКЈ 1961.
  - Хронологија ФНРЈ и СКЈ 1962.
  - Хронологија СФРЈ и СКЈ 1963.
  - Хронологија СФРЈ и СКЈ 1964.
  - Хронологија СФРЈ и СКЈ 1965.
  - Хронологија СФРЈ и СКЈ 1966.
  - Хронологија СФРЈ и СКЈ 1967.
  - Хронологија СФРЈ и СКЈ 1968.
  - Хронологија СФРЈ и СКЈ 1969.
  - Хронологија СФРЈ и СКЈ 1970.
  - Хронологија СФРЈ и СКЈ 1971.
  - Хронологија СФРЈ и СКЈ 1972.
  - Хронологија СФРЈ и СКЈ 1973.
  - Хронологија СФРЈ и СКЈ 1974.
  - Хронологија СФРЈ и СКЈ 1975.
  - Хронологија СФРЈ и СКЈ 1976.
  - Хронологија СФРЈ и СКЈ 1977.
  - Хронологија СФРЈ и СКЈ 1978.
  - Хронологија СФРЈ и СКЈ 1979.
  - Хронологија СФРЈ и СКЈ 1980.
  - Хронологија СФРЈ и СКЈ 1981.
  - Хронологија СФРЈ и СКЈ 1982.
  - Хронологија СФРЈ и СКЈ 1983.
  - Хронологија СФРЈ и СКЈ 1984.
  - Хронологија СФРЈ и СКЈ 1985.
  - Хронологија СФРЈ и СКЈ 1986.
  - Хронологија СФРЈ и СКЈ 1987.
  - Хронологија СФРЈ и СКЈ 1988.
  - Хронологија СФРЈ и СКЈ 1989.
  - Хронологија СФРЈ и СКЈ 1990.
  - Хронологија СФРЈ 1991-92.